# Lionel Tarassenko
Lionel Tarassenko, baron Tarassenko, (né le 17 avril 1957) est un ingénieur britannique, universitaire et pair à vie, expert de premier plan dans l'application du traitement du signal et de l'apprentissage automatique aux soins de santé. Il est président du Reuben College d'Oxford.
Il est auparavant chef du département des sciences de l'ingénieur (doyen de l'ingénierie) à l'Université d'Oxford, remplacé par Ronald A. Roy.
En 1988, il est nommé premier Tutorial Fellow en ingénierie au St Hugh's College d'Oxford et est membre du collège pendant plus de neuf ans. Tarassenko est élu professeur de génie électrique à l'Université d'Oxford en 1997 et est professeur au St John's College d'Oxford de 1997 à 2019. En 2019, il est invité par la vice-chancelière Louise Richardson pour superviser le développement du Reuben College, le 39e collège de l'Université,. Il est également pro-vice-chancelier et président du comité de gestion de la Maison Française d'Oxford.

## Éducation
Tarassenko obtient son baccalauréat en sciences de l'ingénieur en 1978 au Keble College de l'Université d'Oxford. Il obtient son doctorat en 1985, également à l'Université d'Oxford, pour ses travaux sur l'identification précoce des hémorragies cérébrales chez les nourrissons prématurés.

## Carrière et recherche
Avec le professeur Alan Murray de l'Université d'Édimbourg, Tarassenko est l'inventeur de la technique du flux d'impulsions pour la mise en œuvre analogique de réseaux neuronaux massivement parallèles. Il abandonne progressivement la conception de matériel de réseau neuronal pour développer de nouveaux algorithmes d'apprentissage automatique et les appliquer à des problèmes aussi divers que le réchauffage automatisé d'aliments et de boissons dans un four à micro-ondes (implémenté dans le four Sharp LogiCook) et l'analyse des troubles du sommeil. Cet ensemble de travaux est récompensé en 1996 par l'attribution du IEE Mather Premium pour l'innovation utilisant les réseaux de neurones. 
Tarassenko développe ensuite des méthodes pour apprendre à caractériser la normalité dans les systèmes critiques pour la sécurité. Avec son équipe de recherche, il conçoit le système QUICK, qui est au cœur de la stratégie de surveillance de l'état des moteurs de Rolls-Royce dans les années 1990 et au début des années 2000,. En conséquence, lui et ses collaborateurs de Rolls-Royce reçoivent le Chairman's Team Award for Technical Innovation en 2001 et le Sir Henry Royce High Value Patent Award en 2008.
Lorsqu'il est le premier directeur de l'Oxford Institute of Biomedical Engineering en 2008, Tarassenko concentre ses recherches sur le suivi des patients, à l'intérieur et à l'extérieur de l'hôpital. Son travail a un impact majeur sur l'identification de la détérioration des soins de courte durée et sur la gestion des affections à long terme. Il est un pionnier dans le développement de systèmes d’alerte précoce pour les patients gravement malades. Le système d'apprentissage automatique (Visensia) qu'il conçoit pour le suivi des patients en soins intensifs est le premier système de ce type à obtenir l'approbation de la FDA (en 2008).
Au cours de la dernière décennie, Tarassenko dirige le développement technique de plusieurs produits de santé numériques, notamment : (a) GDm-Health, une thérapie numérique pour la gestion du diabète gestationnel, (b) SEND, un système de surveillance des signes vitaux des patients hospitalisés et d'identification précoce de leur détérioration,, (c) EDGE-COPD, une thérapie numérique pour l'autosurveillance et l'autogestion de la maladie pulmonaire obstructive chronique ; et (d) Support-HF, un système de gestion de l'insuffisance cardiaque dans la communauté.
Tarassenko est l'auteur de plus de 280 articles de revues, 200 articles de conférence, 3 livres et plus de 30 brevets. Il est directeur fondateur de quatre entreprises dérivées de l'université, la dernière en date étant Oxehealth en septembre 2012. Il est directeur R&D et président du conseil consultatif stratégique de Sensyne Health, une société cotée à l'AIM de 2018 à 2022. Il est administrateur de la société de transfert de technologie en propriété exclusive de l'université, Oxford University Innovation. Il a été rédacteur en chef de la revue Topol 2018 de la technologie NHS et de son impact sur la main-d'œuvre.
Tarassenko est l'instigateur de la création de l'Institut de génie biomédical (IBME) de l'Université d'Oxford, qu'il dirige de son ouverture en avril 2008 à octobre 2012. Il crée un centre d'excellence de 8 millions de livres sterling en ingénierie médicale au sein de l'IBME et dirige le thème Technologie et santé numérique au Centre de recherche biomédicale d'Oxford du National Institute for Health and Care Research (NIHR) depuis sa création en 2007 jusqu'en 2022. Sous sa direction, l'IBME passe de 110 à 220 chercheurs universitaires et reçoit le Queen's Anniversary Prize for Higher Education en 2015 pour « de nouvelles collaborations entre l'ingénierie et la médecine au bénéfice des patients ».

## Honneurs et récompenses
Tarassenko est élu membre de l'Institute of Electrical Engineers en 1996, et reçoit la IEE Mather Premium pour ses travaux sur les réseaux neuronaux, un Fellowship de la Royal Academy of Engineering en 2000 et une bourse de l'Académie des sciences médicales en 2013. Il reçoit une médaille de la British Computer Society en 1996 pour ses travaux sur l'analyse des réseaux neuronaux des troubles du sommeil. Ses recherches sur la surveillance de l'état des moteurs à réaction reçoivent le prix du président Rolls-Royce pour l'innovation technique en 2001 et le prix Sir Henry Royce High Value Patent en 2008. Son travail sur les téléphones mobiles destinés aux soins de santé reçoit le prix de l'innovation E-health 2005 pour le « meilleur appareil permettant d'autonomiser les patients ». Il reçoit la médaille d'argent 2006 de la Royal Academy of Engineering pour sa contribution à l'ingénierie britannique menant à l'exploitation du marché et il remporte le Institute of Engineering & Technology IT Award, également en 2006. En 2010, il donne la conférence Vodafone sur la santé mobile à la Royal Academy of Engineering et la conférence du centenaire sur le génie biomédical à l'Institut indien des sciences de Bangalore. Il reçoit le prix Martin Black 2015 de l'Institut de physique pour le meilleur article en mesure physiologique 
Il est nommé Commandeur de l'Ordre de l'Empire britannique (CBE) lors des honneurs du Nouvel An 2012 pour services rendus à l'ingénierie et « Chevalier dans l'Ordre national du Mérite » par l'État français en 2021.
En mai 2024, la Commission des nominations de la Chambre des Lords recommande la nomination de Tarassenko en tant que pair à vie. Il est créé baron Tarassenko, de Headington dans la ville d'Oxford, le 10 juin 2024 et siège à la Chambre des lords en tant que crossbencher.

## Vie privée
En 1978, Tarassenko épouse Ann Mary Elizabeth Craven, fille de William Craven, 6e comte de Craven. Le mariage est ensuite dissous,. Il épouse ensuite le Dr Anne E. Tarassenko. Il a 3 enfants et 3 beaux-enfants. Il est chanoine laïc de la cathédrale Christ Church d'Oxford.